# 荒田雪江
荒田 雪江（あらた ゆきえ、1914年（大正3年）10月25日 - ）は、日本の競泳選手。1932年に開催されたロサンゼルスオリンピックに日本代表として出場した。種目は自由形。

## 経歴
京都市立二条高等女学校高等科在学中の1932年、ロサンゼルスオリンピックに出場、400mリレー（小島一枝・横田みさを・守岡初子・荒田雪江）で5位、100m自由形では1分16秒1で予選落ちした。
1933年の日本選手権水泳競技大会100m自由形で1分16秒0で優勝した。